# 曼加雷瓦舌头菊
曼加雷瓦舌头菊（学名：Fitchia mangarevensis），是法属波利尼西亚特有及灭绝的一种菊科植物。曼加雷瓦舌头菊是一种小型的树木或灌木，它们仅被发现于甘比尔群岛的塔拉瓦伊岛。